# دایره کیتا
دایره کیتا (به لاتین: Kita Cercle) یک منطقهٔ مسکونی در مالی است که در استان کایس واقع شده‌است. دایره کیتا ۳۵٬۲۵۰ کیلومتر مربع مساحت و ۴۳۴٬۳۷۹ نفر جمعیت دارد.